# Renault 18
O 18 é um modelo médio-grande fabricado pela Renault entre 1978 e 1986. Sucedeu ao Renault 12 e foi substituído pelo Renault 21. Foi vendido nos Estados Unidos sob o nome de Eagle Medallion pela extinta companhia AMC.